# Julien Lorcy
Pour l’article homonyme, voir Lorcy (homonymie).
Julien Lorcy, alias Bobo, est un boxeur français né le 12 avril 1972 à Argenteuil dans le Val-d'Oise et frère de Pierre Lorcy. Il est aujourd'hui consultant pour SFR sport.

## Carrière de boxeur
Julien Lorcy commence sa carrière très tôt, d'abord en amateur avec un palmarès de 68 victoires (40 KO) pour 4 défaites et en ayant participé aux Jeux olympiques de Barcelone en 1992 puis il passe professionnel après les olympiades en 1992. Il devient champion d'Europe des super-plumes face à Boris Sinitsin puis fait deux fois match nul pour le titre WBO de la catégorie contre Arnulfo Castillo le 1er mars et le 4 octobre 1997.
Après 2 matchs nuls et 1 défaite pour un titre mondial en super-plumes (défaite aux points face à Anatoly Alexandrov), Lorcy poursuit sa carrière en poids légers et ravit la ceinture de champion du monde WBA à son compatriote Jean-Baptiste Mendy le 10 avril 1999 par arrêt de l'arbitre à la 6e reprise. Il perd cette ceinture dès le combat suivant au profit de l'Italien Stefano Zoff (défaite aux points par décision partagée le 7 août 1999).
Le Français combat à nouveau pour le titre européen EBU des poids légers qu'il remporte le 31 janvier 2000 face à Oscar Garcia Cano. Il conserve ce titre le 16 septembre face à l'Italien Gianni Gelli, ce qui lui ouvre la porte d'un nouveau championnat du monde. Le 1er juillet 2001, il bat au Japon Takanori Hatakeyama et redevient champion du monde WBA. Ce combat est suivi par 22 000 spectateurs et 36 millions de téléspectateurs durant 12 rounds intenses. Néanmoins, Lorcy est à nouveau battu dès sa première défense, cette fois contre le boxeur argentin Raúl Horacio Balbi le 8 octobre 2001. Il met un terme à sa carrière en 2004 après un dernier échec contre Juan Diaz. Son palmarès professionnel est de 56 victoires (dont 40 KO), 2 matchs nuls et 4 défaites en 62 combats.

## Reconversion
Issu de la communauté des Yéniches, Julien Lorcy publie en 2010 un roman intitulé Gadjo dans lequel il défend ce mode de vie qu'il estime injustement pointé du doigt. Porteur de projets sportifs et culturels au Maroc, il soutient et produit des artistes musicaux et travaille également sur des projets de documentaires sportifs. Il est aussi consultant TV pour diverses chaînes, dont SFR.

## Vie privée
Julien Lorcy se marie avec une franco-congolaise (Christine) le 6 décembre 1999 en France dans le Val-d’Oise et divorce le 11 décembre 2013 au Maroc (Agadir) puis il épouse une Ivoirienne (Missia Sandra) le 16 février 2017 en Côte d'Ivoire dans la commune d'Attécoubé (Abidjan).

## Palmarès

### Amateur
- Champion de France poids plume en 1990 et 1991
- Quart de finaliste aux Jeux olympiques de 1992
  - Bat Kamel Marjouane (Maroc) aux points
  - Bat Shigeyuki Dobashi (Japon) par arrêt de l'arbitre au second round
  - Perd contre Marco Rudolph (Allemagne) aux points

### Professionnel
- Champion du monde poids légers WBA (1999, 2001)
- Champion d'Europe poids légers EBU (2000-2001)
- Champion d'Europe poids super-plumes EBU (1996-1997)